# Angélina Lanza
Angélina Lanza est une athlète handisport française née le 5 juin 1993  à Lomé au Togo. Elle est spécialiste du sprint (100 et 200 mètres) et du saut en longueur. Depuis 2014, elle s’entraîne au Pôle France Jeune de Lyon. 
Lors des championnats de France Espoir en 2011, elle remporte la médaille d’or sur le 60 mètres, et sur le 100 mètres et le 200 mètres en 2012. En 2015, elle est vice-championne de France sur le 200 mètres et termine cinquième au championnat du monde en 13,02 s. Elle concourt dans la catégorie T47 (handicaps des membres supérieurs) au sein du mouvement paralympique.

## Biographie
Originaire de Lomé au Togo, Angélina Lanza a été adoptée et est arrivée en France à l’âge de deux ans. Touchée par la polio lorsqu’elle était petite, elle vit depuis avec des séquelles musculaires au bras gauche.
Elle commence l’athlétisme en 2004 à Grenoble. Spécialisée dans le sprint et le saut en longueur avec les valides, sa rencontre avec Jean-Baptiste Souche en 2010, l’entraîneur de l’équipe de France, lui ouvre les portes du mouvement handisport. Dès 2011, elle participe aux championnats de France handisport tout en continuant les compétitions avec les valides. Entre 2012 et 2014, Angélina Lanza se blesse sur plusieurs zones (quadriceps, claquage aux ischios-jambiers…) ce qui l’empêche de participer à toute compétition. Après ces deux années d’absence, elle intègre le pôle France Jeune de Lyon avec pour objectif d’être sélectionnée pour les championnats du monde IPC 2015.
Parallèlement à sa carrière d’athlète, Angélina a effectué un Master 1 en langues étrangères appliquées à Lyon.

## Palmarès
Lors des championnats de France Espoir en 2011, elle remporte la médaille d’or sur le 60 mètres. La même année, elle devient vice-championne de France sur le 60 mètres et médaillée de bronze sur le 100 mètres et le 200 mètres aux championnats de France Élite. En 2012, elle remporte une médaille d’or sur le 100 mètres et le 200 mètres lors des championnats de France Espoir et une médaille d’argent sur les mêmes disciplines aux championnats de France Élite. Lors des championnats de France Élite de 2015, elle remporte une médaille d’argent sur le 200 mètres et une médaille de bronze sur le 60 mètres. La même année, aux championnats du monde IPC de Doha, elle termine cinquième  au 100 mètres en 13 s 02, son meilleur temps personnel, et sixième au saut en longueur avec un saut à 5,29 mètres, également son record personnel.
En 2015, elle participe pour la première fois aux championnats du monde athlétisme handisport à Doha en Qatar. 
En 2016, elle réalise un triplé, en bronze aux championnats d'Europe athlétisme handisport à Grosseto en Italie. Elle poursuit sa saison en prenant part aux Jeux Paralympiques d'été 2016, où elle réalise ses records personnels en, saut en longueur (5,30m) et 200m (26,60s). Elle termine respectivement à la 4e et 5e place.  
Elle obtient en 2017 sa première médaille mondiale en terminant à la troisième place du concours de saut en longueur des Championnats du Monde de Londres 2017, elle deviendra d'ailleurs la même année Championne de France indoor de la discipline.  
L'année 2018 sera celle de la confirmation pour Angélina où elle conservera son titre de Championne de France indoor de saut en longueur, et qu'elle deviendra vice-championne de France au 200m. En outdoor, elle terminera vice-championne des deux disciplines et Championne de France par équipe avec son club du Lyon Athlé. Elle participe aux Championnats d'Europe d'athlétisme 2018 où elle devient championne d’Europe du 200m et du saut en longueur.   
Actuellement, Angélina Lanza est détentrice des records de France sur 60m, 100m et 200m, 400m et saut en longueur T46.   

### Jeux paralympiques
| Épreuve / Édition                      | 200m | Saut en longueur |
| -------------------------------------- | ---- | ---------------- |
| Jeux paralympiques 2016 Rio de Janeiro | 5e   | 4e               |

### Championnats du Monde
| Épreuve / Édition     | 100m | Saut en longueur |
| --------------------- | ---- | ---------------- |
| Mondiaux 2015 Doha    | 5e   | 6e               |
| Mondiaux 2017 Londres |      | Bronze           |

### Championnats d'Europe
| Épreuve / Édition    | 100m   | 200m   | Saut en longueur |
| -------------------- | ------ | ------ | ---------------- |
| Europe 2016 Grosseto | Bronze | Bronze | Bronze           |
| Europe 2018 Berlin   |        | Or     | Or               |

Légende :
 : troisième place, médaille de bronze

 : première place, médaille d'or

### Championnats de France
| Épreuve / Édition | 100m | 200m | Saut en longueur |
| ----------------- | ---- | ---- | ---------------- |
| France 2020       |      |      | Or               |